# 舟見町
舟見町（ふなみまち）は、かつて富山県下新川郡にあった町。

## 概要
北国街道の舟見宿として栄えた街村で、今でも旧北国街道（富山県道13号朝日宇奈月線）沿い南北に細長い市街地である。

## 地理
- 河川：舟川
- 山岳：負釣山

## 沿革
- 1889年（明治22年）4月1日 - 町村制の施行により、下新川郡舟見村、愛場村、桑畑新村、下若林村及び舟見野村の区域をもって、下新川郡舟見町が発足する。町名は町の中心部である舟見の地名をそのまま採用した[3]。
- 1959年（昭和34年）1月1日 - 下新川郡朝日町の区域の内、旧野中村の区域にあたる大字野中、島迷、今江、二ツ屋、西中、林尻、古畑、中沢の区域の一部、藤塚の区域の一部及び下野の区域の一部の区域を編入する。即日、下新川郡入善町に編入する。

## 歴代村長
出典→
1. 横田栄純（1889年6月17日 - 1890年10月17日）
2. 脇坂友之（1890年11月24日 - 1895年6月24日）
3. 沢井政平（1895年8月16日 - 1896年10月14日）
4. 脇坂友之（1896年11月19日 - 1899年3月24日）
5. 酒井栄之助（1899年3月25日 - 1901年3月6日）
6. 千田亦平（1901年3月22日 - 1914年1月9日）
7. 脇坂静之助（1914年3月13日 - 1926年3月12日）
8. 西尾薫（1926年5月25日 - 1934年5月24日）
9. 内島甚一（1934年5月25日 - 1936年1月31日）
10. 橋場良造（1937年2月5日 - 1941年3月4日）
11. 西尾薫（1941年4月11日 - 1945年4月10日）
12. 高邑虎次（1945年4月28日 - 1947年3月9日）
13. 菅洞栄蔵（1947年4月11日 - 1948年10月5日）
14. 野島邦次（1948年12月6日 - 1954年7月5日）
15. 永口豊二（1954年8月10日 - 1958年12月31日）